# Bonifacio II de Montferrato
Bonifacio II el Gigante (Julio de 1202-Moncalvo, 12 de junio de 1253) fue el marqués de Montferrato desde 1225 hasta su muerte. Recibió la titularidad del Reino de Tesalónica en 1239.

## Juventud
Bonifacio fue el mayor, y único hijo varón de los tres hijos de Guillermo VI y de su segunda esposa, Berta di Clavesana. Fue designado para suceder a su padre en 1225, cuando Guillermo decidió partir hacia Grecia, encabezando a un grupo de cruzados francos. En la primavera de 1226, Bonifacio tomó el mando pleno de Montferrato.
Bonifacio contrajo una alianza con su primo Manfredo III de Saluzzo por la que si uno moría sin herederos el otro heredaría sus dominios. Esta alianza sirvió para evitar una guerra civil en el que presumiblemente el emperador Federico II Hohenstaufen hubiese participado en contra de Bonifacio, ya que éste no había aún pagado las deudas que contrajo su padre. En 1226, temeroso de cualquier posible acción de Federico, Bonifacio se alió con la Liga lombarda contra el emperador. A pesar de la eventual mediación del Papa Honorio III, los dos hombres siempre desconfiaron el uno del otro.
Hacia 1228, Bonifacio negoció una alianza matrimonial con la Casa de Saboya. Propuso casarse con Margarita, hija de Amadeo IV, pero su abuelo Tomás I se opuso al matrimonio alegando que ella era muy joven. Finalmente la boda se celebró en diciembre de 1235 en Chivasso, la capital montferratina, y Margarita se convirtió en la madre del futuro Guillermo VII. Parece que se llegó a un acuerdo por el que, en caso de que Amadeo muriese sin herederos, sus territorios de los Alpes de Piamonte serían heredados por Bonifacio. Pero la alianza con Saboya se rompió y el acuerdo no se materializó nunca.

## Guerras contra Alessandria
Sin embargo, el principal interés de Bonifacio no era el Piamonte, sino que se centró en acabar con las rebeliones de Asti y Alessandria: en 1227 consiguió una fuerte alianza con Asti, y desde entonces se dedicó a luchar contra Alessandria. Por su parte, Alessandria consiguió el apoyo de la Liga y Milán. En 1230, después de haber perdido muchas plazas fuertes, Bonifacio fue rotundamente derrotado y obligado a reconocer el poder y los derechos de la Liga. Cuando intentó de nuevo someter a Alessandria, aliado con Saluzzo y Saboya, el ejército milanés atacó Chivasso. El asedio se prolongó cuatro meses, durante los que todos los intentos de Bonifacio de rechazar a los invasores acabaron en fracaso. Chivasso capituló el 5 de septiembre de 1231 y no fue devuelto a Bonifacio hasta un año después, una vez que el marqués admitió su derrota y aceptó los términos de la rendición que le ofrecieron.

## Retorno al redil imperial
Después rompió sus relaciones con Saluzzo y Saboya, por lo que fue privado por un tiempo de ver a su esposa, que había ido de viaje a Piamonte. Aislado, decidió congraciarse son el emperador. Acompañó al emperador en sus viajes por Italia y, en 1239, Federico le invistió como rey de Tesalónica. Originalmente este reino había sido conquistado por su abuelo a raíz de la Cuarta Cruzada. Bonifacio I se lo dejó a su segundo hijo Demetrio, y este cedió sus derechos al emperador en 1230. Sin embargo, la amistad con el emperador no duró, y en 1243, se cambió al bando güelfo. En 1245, cuando Federico visitaba Turín, Bonifacio se reunió con él y le pidió el perdón, y fue admitido de nuevo en la corte imperial. En esta época de guerra constante contra sus familiares y vecinos, le llegaron noticias de la muerte de Manfredo de Saluzzo. Siguiendo la voluntad de su primo, Bonifacio se encargó de la custodia y la tutela del joven heredero Tomás y su hermana Alasia.

## El final
Las maniobras políticas de Bonifacio eran una respuesta al creciente poder de Amadeo IV de Saboya y, sobre todo, la decisión imperial de convertir a Saluzzo en un estado satélite en Piamonte. La muerte de Federico II en 1250 trajo un breve período de respiro y tranquilidad a Bonifacio. Liberada su atención de la lucha por el sur de Piamonte, pudo dedicar más energía a resolver los asuntos internos. El 4 de mayo de 1253, en Roma, el sucesor de Federico, Conrado IV, le otorgó el señorío de algunos territorios adyacentes, en particular la ciudad de Casale Monferrato, que se convertiría en la nueva capital del estado. El 12 de junio, fue asesinado en Moncalvo (en Montferrato), sólo unas horas después de haber dictado su testamento. Le sucedió su hijo Guillermo.
| Predecesor: Guillermo VI             | Marqués de Montferrato 1225 - 1253 | Sucesor: Guillermo VII |
| Predecesor: Federico II Hohenstaufen | Rey de Tesalónica 1239 - 1253      | Sucesor: Guillermo VII |

- Datos: Q879305